# 3883-as busz
A 3883-as jelzésű autóbuszvonal Sárospatak és környéke egyik regionális autóbusz-járata, melyet a Volánbusz Zrt. lát el a város vasútállomása és Viss között.

## Közlekedése
A járat a sárospataki járás székhelyének, Sárospataknak a forgalmas vasútállomását (sok indítás az érkező és induló vonatokhoz csatlakozást kap és ad) köti össze a Tisza-parti Viss településsel. Útja során egyes indításai betérnek Zalkodba is. Napi fordulószáma átlagosnak mondható. Az útvonalra eső összes települést kizárólag ezen járat szolgálja ki, így elkél a csuklós busz.
A járat érdekessége, hogy Viss nem közelíthető meg Borsod-Abaúj-Zemplén vármegyén keresztül, így egy rövid szakaszon Szabolcs-Szatmár-Bereg vármegye közútjain halad, egy megállója (Rakamazi útelágazás) is van a megyében.

## Megállóhelyei
| 0  | Sárospatak, vasútállomás végállomás | 23 | 1449, 3729, 3869, 3870, 3871, 3872, 3873, 3875, 3878, 3879, 3880, 3881, 3882, 3884, 3885, 3886, 3888, 3923, 3930 személyvonat, sebesvonat, IC |
| 1  | Sárospatak, Bodrog Áruház           | 22 | 1449, 3729, 3869, 3872, 3873, 3875, 3878, 3879, 3880, 3881, 3882, 3884, 3885, 3886, 3888, 3923                                                |
| 2  | Sárospatak, Árpád út 19.            | 21 | 3882 |
| 3  | Sárospatak, Dorkói utca             | 20 | 3882 |
| 4  | 3,2 km-szelvény                     | 19 | |
| 5  | Sárospatak, 4-es kilométerkő        | 18 | |
| 6  | Apróhomok, 8. sz. bolt              | 17 | |
| 7  | 7-es km-kő                          | 16 | |
| 8  | Rózsástanya, autóbusz-forduló       | 15 | |
| 9  | Hálistendomb                        | 14 | |
| 10 | Bálványosi ÁG                       | 13 | |
| 11 | Rakamazi útelágazás                 | 12 | |
| 12 | Kenézlő, Burgundia utca             | 11 | |
| 13 | Kenézlő, emlékmű                    | 10 | |
| 14 | Zalkod, Petőfi utca 17.             | 9  | |
| 15 | Zalkod, községháza                  | 8  | |
| 16 | Zalkod, forduló                     | 7  | |
| 17 | Zalkod, községháza                  | 6  | |
| 18 | Zalkod, Petőfi utca 17.             | 5  | |
| 19 | Kenézlő, emlékmű                    | 4  | |
| 20 | Kenézlő, Rózsa utca 34.             | 3  | |
| 21 | Viss, Kossuth utca                  | 2  | |
| 22 | Viss, vegyesbolt                    | 1  | |
| 23 | Viss, Kolozsvári utca végállomás    | 0  | |